# Henry (Illinois)
Henry – miasto w Stanach Zjednoczonych, w stanie Illinois, w hrabstwie Marshall.